# Список умерших в 1432 году
В этой статье представлен список известных людей, умерших в 1432 году.
См. также: Категория:Умершие в 1432 году

## Январь
- 1 января — Александр I Добрый — господарь Молдавского княжества (1400—1432)

## Апрель
- 2 апреля — Томас (II) де Суинфорд — английский рыцарь и землевладелец, пасынок Джона Гонта, герцога Ланкастера, Шериф Линкольншира[англ.]  (1401—1402).

## Май
- 5 мая — Франческо Буссоне да Карманьола — известный кондотьер, прославившийся на службе Миланскому герцогству и Венецианской республике; казнён (обезглавлен) венецианцами за измену.

## Июнь
- 1 июня — Дан II — господарь Валахии из династии Басарабов (1422—1423, 1423—1424, 1424—1427, 1427—1431); погиб в боях с турками.
- 13 июня — Уко Фоккена — восточнофризский хофтлинг (вождь) Мормерланда и Эмсигерланда; убит.
- 26 июня — Никола IV Франкопан — венгерский аристократ, бан Хорватии и Далмации (1426—1432)
- 29 июня
  - Карлос де Бомон — основатель рода Бомонов Наваррских, графов де Лерин
  - Янус де Лузиньян — король Кипра, титулярный король Иерусалима и Киликийской Армении (1398—1432).

## Июль
- 9 июля — Андрей Дмитриевич (49) — удельный князь Можайский (с 1389), родоначальник Можайских князей.

## Август
- 11 августа — Анна Брауншвейгская — дочь Фридриха I, герцога Брауншвейг-Люнебурга, — графиня-консорт Тироля и эрцгерцогиня-консорт Австрийская, жена эрцгерцога Фридриха IV.
- 14 августа — Леонор Лассо де ла Вега — испанская аристократка из Кантабрии, глава дворянского дома Лассо де ла Вега (1367—1432)
- 19 августа — Караччоло, Джованни — секретарь и любимец неаполитанской королевы Джованны II; убит заговорщиками.

## Сентябрь
- 29 сентября — Антуан де Тулонжон — маршал Бургундии и губернатор Бургундии в Шароле (1427—1432), один из 24 первых рыцарей ордена Золотого Руна (1430)

## Октябрь
- 3 октября — Бофорт, Томас — английский аристократ, титулярный граф Перша (1427—1432)
- 16 октября — Фицджеральд, Джеральд, 5-й граф Килдэр — ирландский аристократ, 5-й граф Килдэр (1390—1432), пэр Ирландии, лорд-юстициарий Ирландии[англ.] (1405—1408)
- 19 октября — Моубрей, Джон, 2-й герцог Норфолк — английский аристократ из рода Моубреев, 5-й граф Норфолк, 3-й граф Ноттингем, 9-й барон Сегрейв, 8-й барон Моубрей (с 1405), 2-й герцог Норфолк (с 1425), английский полководец, кавалер ордена Подвязки.

## Ноябрь
- 17 ноября — Анна Бургундская, герцогиня Бедфорд (28) — дочь герцога Бургундии Жана Бесстрашного, герцогиня-консорт  Бедфорд (1423—1432). жена герцога Джона Ланкастерского
- Евнут Волимонтович — литовский боярин, государственный деятель Великого княжества Литовского, первый воевода трокский (1413—1432}; казнён в ходе междоусобной борьбы.
- Румбольд Волимонтович — литовский боярин, староста генеральный жемайтский (1409—1411), маршалок великий литовский (1412—1432), наместник Витебский; казнён в ходе междоусобной борьбы.

## Дата неизвестна или требует уточнения
- Гьялцаб Дже — тибетский буддийский наставник школ сакья и гелуг, сооснователь и настоятель монастыря Ганден.
- Питти, Бонаккорсо — итальянский купец, дипломат, авантюрист и писатель-мемуарист, один из летописцев Флорентийской республики.
- Чентурионе II Дзаккария — последний князь Ахейский (1404—1430).
- Шариф Али — четвёртый султан Брунея (1425—1432).
- Юсуф IV ибн аль-Мавл — правитель Гранадского эмирата {1432); казнён в междоусобной борьбе.